# Antonio Magliabechi
Antonio Magliabechi (falsch auch Magliabecchi; * 23. Oktober 1633 in Florenz; † 4. Juli 1714 ebenda) war ein italienischer Gelehrter, Bibliophiler und Bibliothekar.

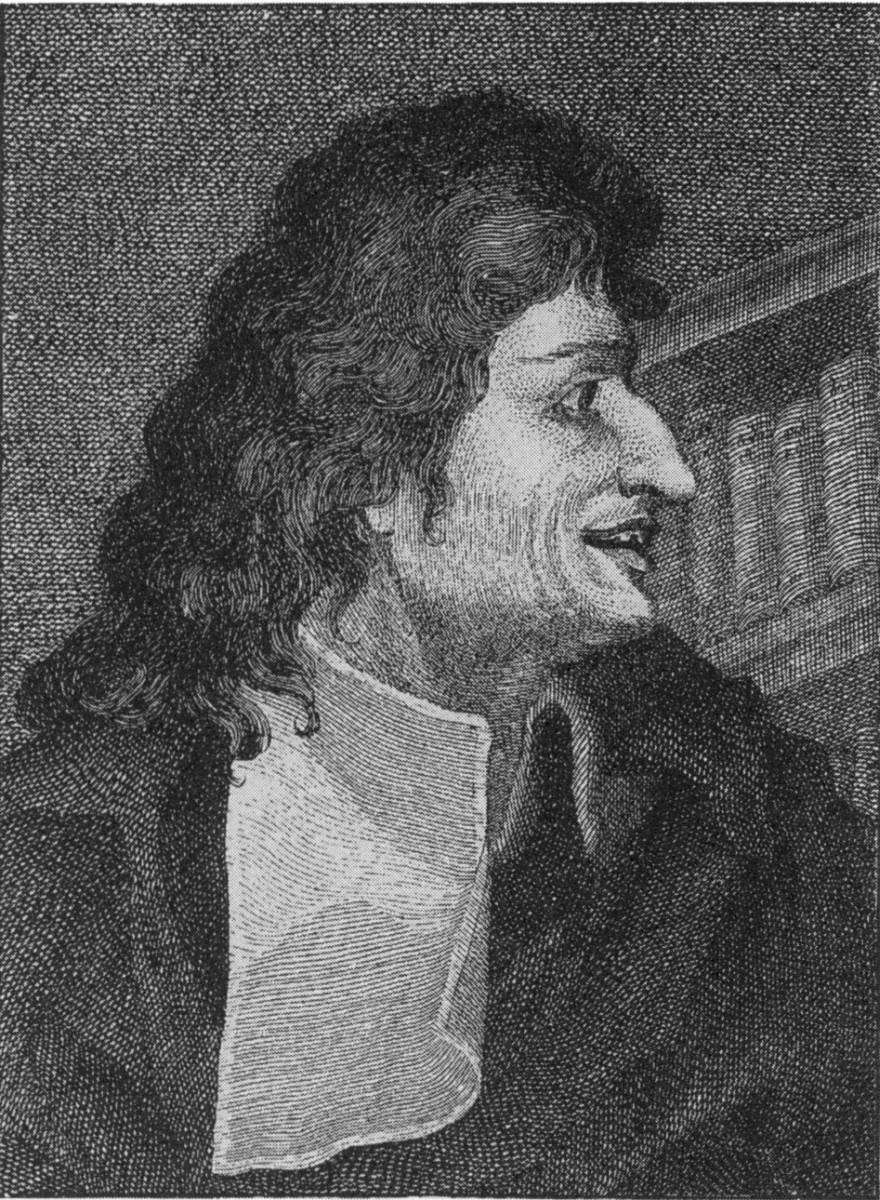
Antonio Magliabechi, Kupferstich

Nachdem er seinen Vater bereits 1640 verloren hatte, wurde Magliabechi von seiner Mutter zu einem Goldschmied in die Lehre gegeben. Er arbeitete
bis zu seinem 40. Lebensjahr in diesem Beruf, hatte sich aber schon von früher Jugend an nebenher durch Selbststudium nicht nur Kenntnisse der alten Sprachen, sondern auch ein umfangreiches literarhistorisches Wissen angeeignet. Er sammelte Bücher und soll über ein phänomenales Gedächtnis verfügt haben. Nachdem 1673 auch seine Mutter verstorben war, wandte er sich vollends seinen geisteswissenschaftlichen Neigungen zu.
Michele Ermini, Bibliothekar des Kardinals Leopoldo de’ Medici, entdeckte in ihm den großen Gelehrten, und Marmi verwandte ihn bei der Sammlung einer Bibliothek für den Großherzog des Herzogtums Toskana, Cosimo III. de’ Medici, deren Kustos er später wurde.
Seine bedeutende Büchersammlung, in deren Mitte er in seinem engen Privathaus in Florenz gelebt hatte und die zuletzt über 30.000 Bände umfasste, vermachte er dem Großherzog für die Einrichtung einer öffentlichen Bibliothek. Die Sammlung ist wegen ihrer zahlreichen Handschriften und alten Drucke besonders wertvoll (dreibändiger Katalog derselben von Fossi, Florenz 1795). Diese so genannte  Magliabechiana wurde 1859 mit der Biblioteca Palatina di Firenze (der großherzoglichen Bibliothek) zur Italienischen Nationalbibliothek vereinigt.
Ähnlich wie sein jüngerer Zeitgenosse Muratori hat Magliabechi selbst mehrere ältere Schriften herausgegeben. Er korrespondierte mit vielen bekannten Gelehrten seiner Zeit, unter anderem auch mit Leibniz und Christian Daum. Eine Auswahl der an ihn gerichteten Briefe wurde von Giovanni Targioni-Tozzetti (Florenz 1745) zusammengestellt; viele andere Schreiben finden sich in der Correspondance inédite de Mabillon et de Montfaucon avec l'Italie (Paris 1847, drei Bände).
Seine letzten Jahre verbrachte Magliabechi, der nach dem Wahlspruch Scire nostrum reminisci gelebt hatte, zurückgezogen im Konvent des Klosters Santa Maria Novella in Florenz, wo er auch verstarb und wo er begraben liegt. Sein Vermögen hinterließ er den Armen.